# Галати

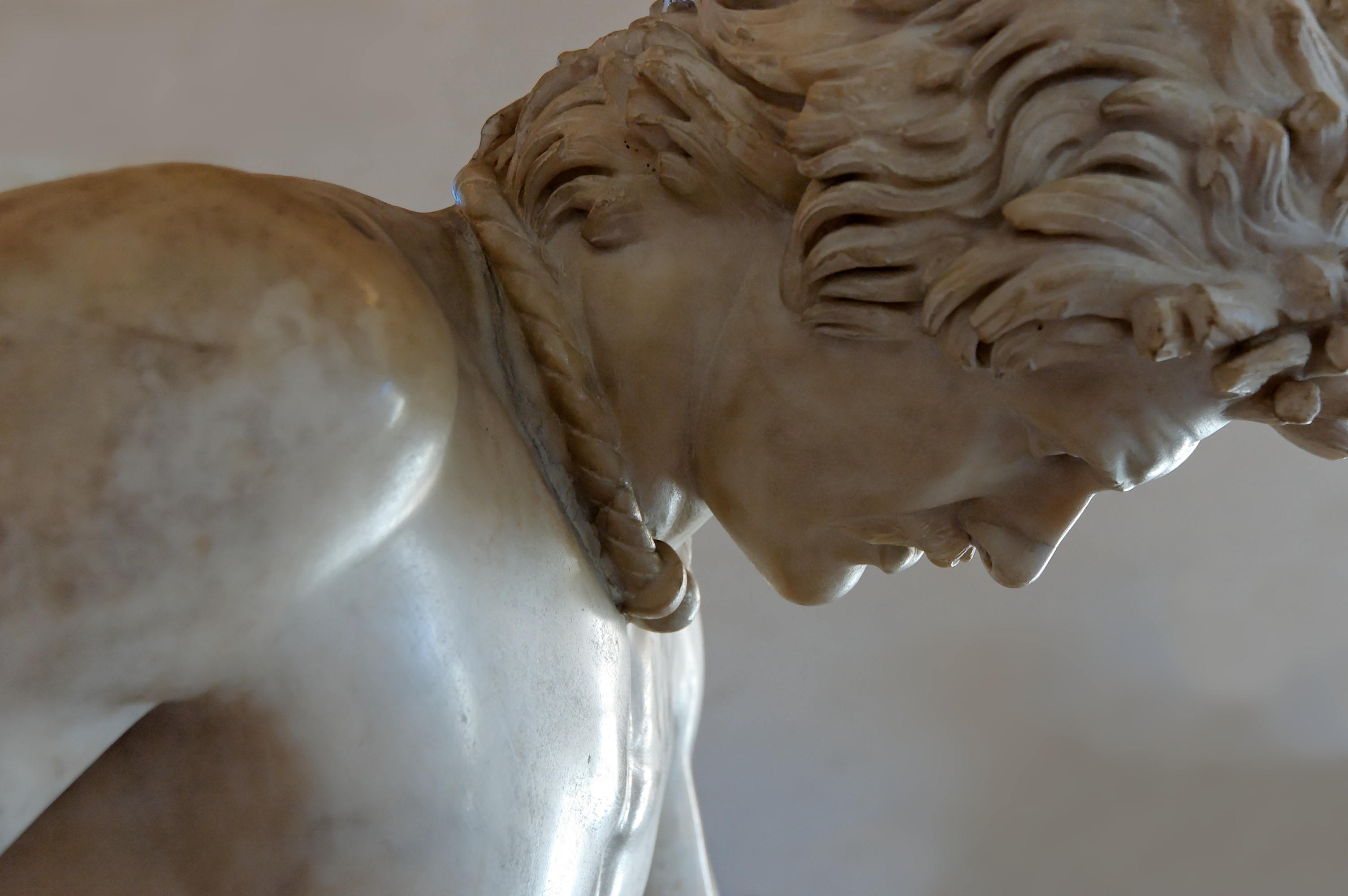
«Вмираючий галл» — копія елліністичного зображення галата

Галати  (грец. Γαλάται, лат. Galatae) — союз кельтських племен, які вдерлися в Грецію та Малу Азію в 279 — 277 роках до н. е.

## Великий похід галатів

Гальське вторгнення

Син засновника птолемійської династії Єгипту Птолемей Керавн став новим македонським царем після його зради й смерті після битви біля Курупедіон у Лідії фракійського  і македонського  царя Лісімаха від сирійського царя Селевка І, якого, у свою чергу, Птолемей Керавн зраджує й підступно вбив у фракійській столиці Лісімахія 281 року до н. е.
Велике, третє вторгнення галлів у Македонію й Грецію почалося 281 року до н. е., коли три групи галів загальною чисельністю 85 тисяч висунулися з Паннонії на південь:
- одна кельтська армія у 20 тисяч чоловік рушила у Фракію та Трібаллі,
- друга армія на чолі з Бренном й Акіхорієм рушила на Пеонійське царство,
- третя армія на чолі з Болгієм пішла проти ілірійців та у Македонію.

Війську Болгія вдалося обезголовити 279 року до н.е македонського царя Птолемея Керавна після чого почалася боротьба за македонський трон, що дало можливість кельтам під проводом Бренна короткочасно оволодіти Македонією та Фракією. Спільними зусиллями, від молодого до старого, від чоловіків до жінок галати Бренна були зупинені греками 279 року до н. е. у битві при Фермопілах. Бренну завдано поразки під Дельфами.

## Тульські галати
Син македонського царя Деметрія І Поліоркета Антигон ІІ Гонат висадився у фракійській столиці Лісімахії переміг військо галльського воєноначальника Керетрія й став македонським царем. Галати повернули у серединну Фракію й заснували місто Тул (Тулій; тепер болгарське місто Тулово).

## Галати у Малій Азії
Віфінійський цар Нікомед I для утвердження влади у боротьби з братом 277 року до н.е, запросив до Малої Азії войовничих галатів. Вони були переможені сирійським царем Антіохом I у 276 році до н.е. Галати продовжували спустошувати західну частину Малої Азії протягом наступних 46 років, поки не були витіснені військами пергамського царя Аттала I в область, розташовану в центральній частині Малої Азії на північ від Фригії, між середньою течією річок Сангаріус (сучасна Сакарья) і Галісії (сучасний Кизил-Ірмак); ця область отримала назву Галатія.

## Племена галатів
Ділилися на три племені: толістобогії, тектосаги, трокми, кожне з яких ділилося ще на 4 племені. Всі племена мали спільну раду з 300 чоловік.

## Галатія
Галати заселяли центральну частину Малої Азії - Галатію. Головними їхніми містами були: Анкіра (Анкара), Синопія та Аміс. Галати прийняли грецьку культуру й називалися іноді галло-греками (Ἑλληνογαλάται). Основним заняттям галатів було скотарство. Їхня асиміляція проходила повільно, вони аж до V ст. по Р. Х. зберігали свою мову.
Землі галатів ще називались Севастією і Трапезундом; тепер тут територія Туреччини.

## Лист до галатів у Новому Завіті
Апостол Павло під час 2-ї та 3-ї місіонерської подорожі проповідував їм Євангелію та написав до них послання з Риму, де словами: «О нерозумні галати! Хто зачарував, вас, перед очима в яких був зображений Ісус Христос розп'ятий?» (3, 1) Хтось вважав цей текст тим ,що дав, між іншим, аргумент проти іконоборців. Проте ,тут швидше йшлося апостолові ,що галати як ніхто інший отримали нагоду почути його свідчення разом з неабиякими чудами під час свого  навернення, що Євангельська розповідь про Христа наче ожила для них знову.За преданням в землях галатів проповідував апостол Андрій Первозваний та охрестив їх. 

## Спустошення галатами Північного Надчорномор'я
У середині ІІІ сторіччя до нашої ери, ймовірно, внаслідок нашестя галатів припиняють своє існування сільські поселення хори Тіри й остаточно знищується Ніконій.

## Галатська мова
Галатська мова засвідчена тільки особистими іменами і топонімами у грецькій і латинській передачі; імовірно близька галльській. Зберігалася до V ст.